# 성라초등학교
성라초등학교는 대한민국 경기도 고양시 덕양구에 있는 공립 초등학교이다.

## 학교 연혁
- 1991년 10월 2일 성라국민학교 설립인가
- 1993년 3월 1일 초대 강병렬 교장 부임(18학급 편성)
- 1993년 3월 1일 개교
- 1994년 2월 16일 제1회 졸업식(84명)
- 2011년 3월 1일 제6대 김선옥 교장 부임
- 2015년 2월 13일 제22회 졸업식(총 4,816명)
- 2015년 3월 1일 27학급 편성(특수 1학급 포함 시 28학급)

## 학교 동문
김승환, 문해성, 정성일